# 蒂科納 (伊利諾伊州)
蒂科納（英語：Ticona）是位於美國伊利諾伊州拉薩爾縣的一個非建制地區。該地的面積和人口皆未知。

## 地理
蒂科納的座標為41°13′27″N 89°03′09″W / 41.22417°N 89.05250°W，而該地的平均海拔高度為197米（即646英尺）。